# Chimarrogale
Genre
Chimarrogale est un genre de musaraignes.

## Liste des espèces
- Chimarrogale hantu Harrison, 1958
- Chimarrogale himalayica (Gray, 1842)
- Chimarrogale phaeura Thomas, 1898
- Chimarrogale platycephala (Temminck, 1842)
- Chimarrogale styani De Winton, 1899
- Chimarrogale sumatrana (Thomas, 1921)